# Дрокін Станіслав Анатолійович

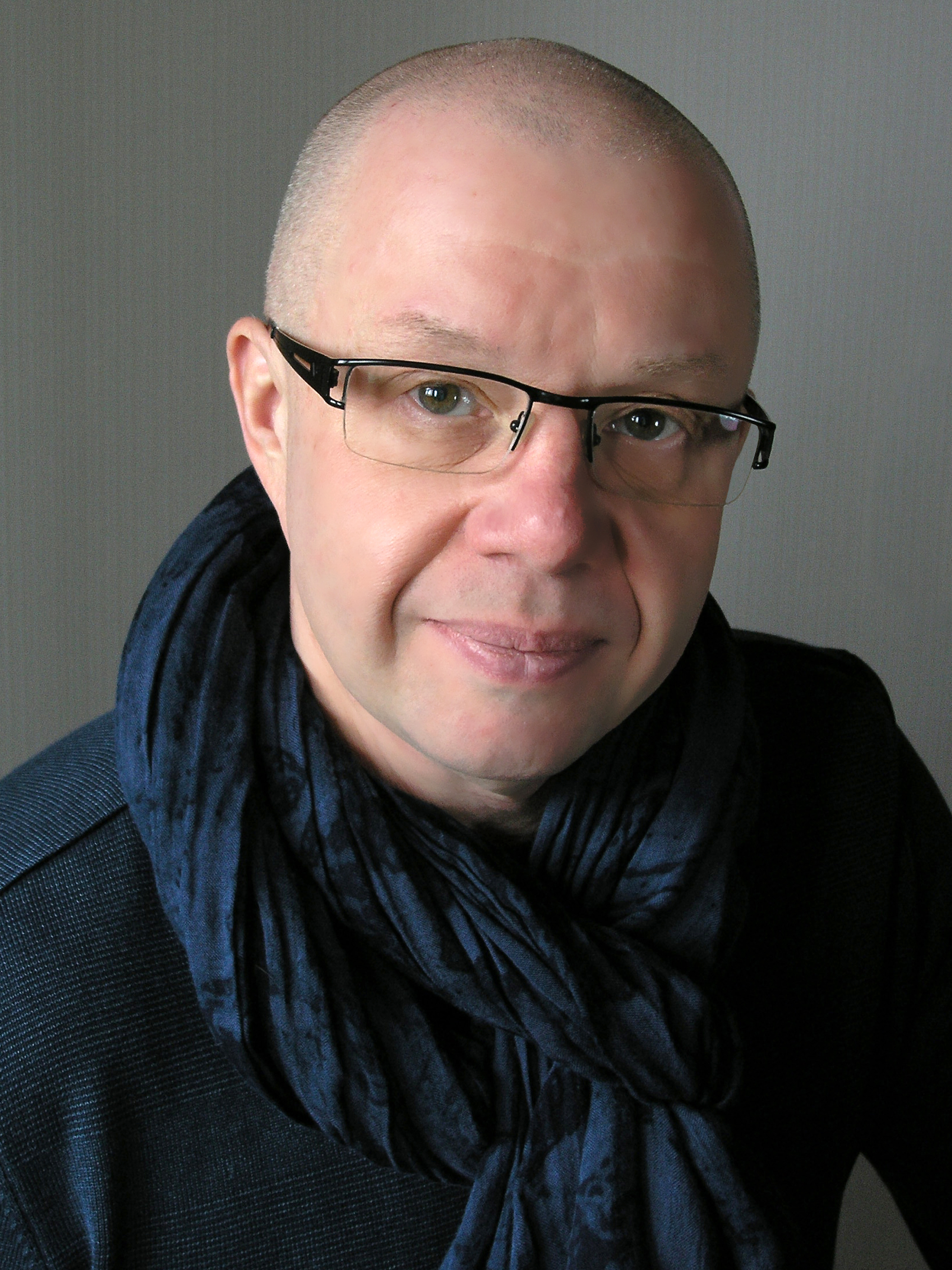
Станіслав Дрокін

Дрокін Станіслав Анатолійович — харківський художник-ювелір, дизайнер, гемолог, гравер, експерт із оцінки культурних цінностей, член Спілки дизайнерів України та Національної спілки художників України, дослідник ювелірного мистецтва, організатор численних мистецьких подій, переможець багатьох ювелірних конкурсів як в Україні, так і за кордоном.

## Життєпис
Станіслав Дрокін народився 21 вересня 1968 року в місті Харків. Ювелірним мистецтвом займається з 1983 року. Під час роботи на Харківському заводі «Радіодеталь» почав опановувати професію гравера та ювеліра.
Протягом 1998—1999 років проходив стажування в гемологічних центрах України, Німеччини та Польщі. З 1990-х почав організаторську діяльність: ініціював та був в складі організаторів низки виставок коштовного та декоративного каміння і ювелірного мистецтва.
У 2011 році закінчив Харківську державну академію дизайну та образотворчого мистецтва, отримав диплом магістра з відзнакою за фахом «Дизайн».
До кінця 1990-х прикраси створював в класичному стилі, з початком 2000-х звернувся до контемпорарі в ювелірному мистецтві.
Важливим результатом творчих пошуків Станіслава Дрокіна є метод гібридного лиття — лиття металу в метал. Подібний метод біметалевого лиття існував у давній Індії і називався ганга-джамна (Ganga-Jumna), також його використовували у скіфські часи та в давньому Китаї. Метод лиття металу в метал є складним, потребує глибоких знань, досвіду та багато часу. Його поки що неможливо відтворити за допомогою сучасних технологій.
З 1 червня по 1 серпня 2021 року в Скарбниця Національного музею історії України відбулася персональна виставка художника-ювеліра «Станіслав Дрокін — ДНК автора» Твори Станіслава Дрокіна зберігаються в приватних колекціях та в колекції Скарбниці Національного музею історії України.

## Нагороди
- 2020 — Переможець конкурсу Saul Bell Design Award 2020, 2 місце в категорії «Альтернативні метали/ матеріали» (Альбукерке, США)[4]
- 2018 — Переможець конкурсу Artistar Jewels 2018 (Мілан, Італія);
- 2014 — Переможець конкурсу дизайну Solidscape 2014 Baselworld, Gold Award (Базель, Швейцарія)[5] ;
- 2014 — Переможець конкурсу Centurion Emerging Designer Awards (Скоттсдейл, США);
- 2013—2014 — Переможець Міжнародного конкурсу дизайну перлів Luster Award (Провіденс, США)[6] ;
- 2012 — Лауреат конкурсу «Русская линия — 2012», категорія «Високе ювелірне мистецтво» (Москва, Росія);
- 2012 — Переможець конкурсу «Краща ювелірна прикраса року» у номінації «Краща каблучка», в рамках виставки «Ювелір Експо Україна», володар призу «Золоте сузір'я» (Київ, Україна);
- 2012 — Переможець конкурсу «Лазурная волна», в рамках виставки «Ювелірний Салон», 1 місце в номінації «Релігійні прикраси» (м. Одеса, Україна);
- 2012 — Переможець конкурсу «Лазурная волна», в рамках виставки «Ювелірний Салон», 1 місце в номінації «Краща ексклюзивна прикраса» (Одеса, Україна);
- 2010 — Переможець конкурсу «Лазурная волна», в рамках виставки «Ювелірний Салон», 1 місце в номінації «Краща ексклюзивна прикраса» (м. Одеса, Україна);
- 2006 — Переможець конкурсу «Лазурная волна», в рамках виставки «Ювелірний Салон», 1 місце в номінації «Краща прикраса з срібла» (Одеса, Україна);
- 2006 — Переможець конкурсу в рамках виставки «ЮвелірПрестиж 2006» 1 місце в номінації «Краща ювелірна прикраса» (Харків, Україна);
- 2005 — Переможець конкурсу «Лазурная волна», в рамках виставки «Ювелірний Салон», 2 місце в номінації «Краща ексклюзивна прикраса» (Одеса, Україна);
- 2005 — Переможець конкурсу «Лазурная волна», в рамках виставки «Ювелірний Салон», 2 місце в номінації «Кращий інтер'єрний виріб» (Одеса, Україна);
- 2004 — Переможець конкурсу в рамках виставки «ЮВЕЛІРЕКСПО-Донецьк 2004» 1 місце в номінації «Краща чоловіча прикраса» (Донецьк, Україна);
- 1999 — Переможець конкурсу в рамках виставки «Ювелір — престиж України» 1 місце в номінації «Краща прикраса з золота з діамантами» (Харків, Україна).

## Галерея творів

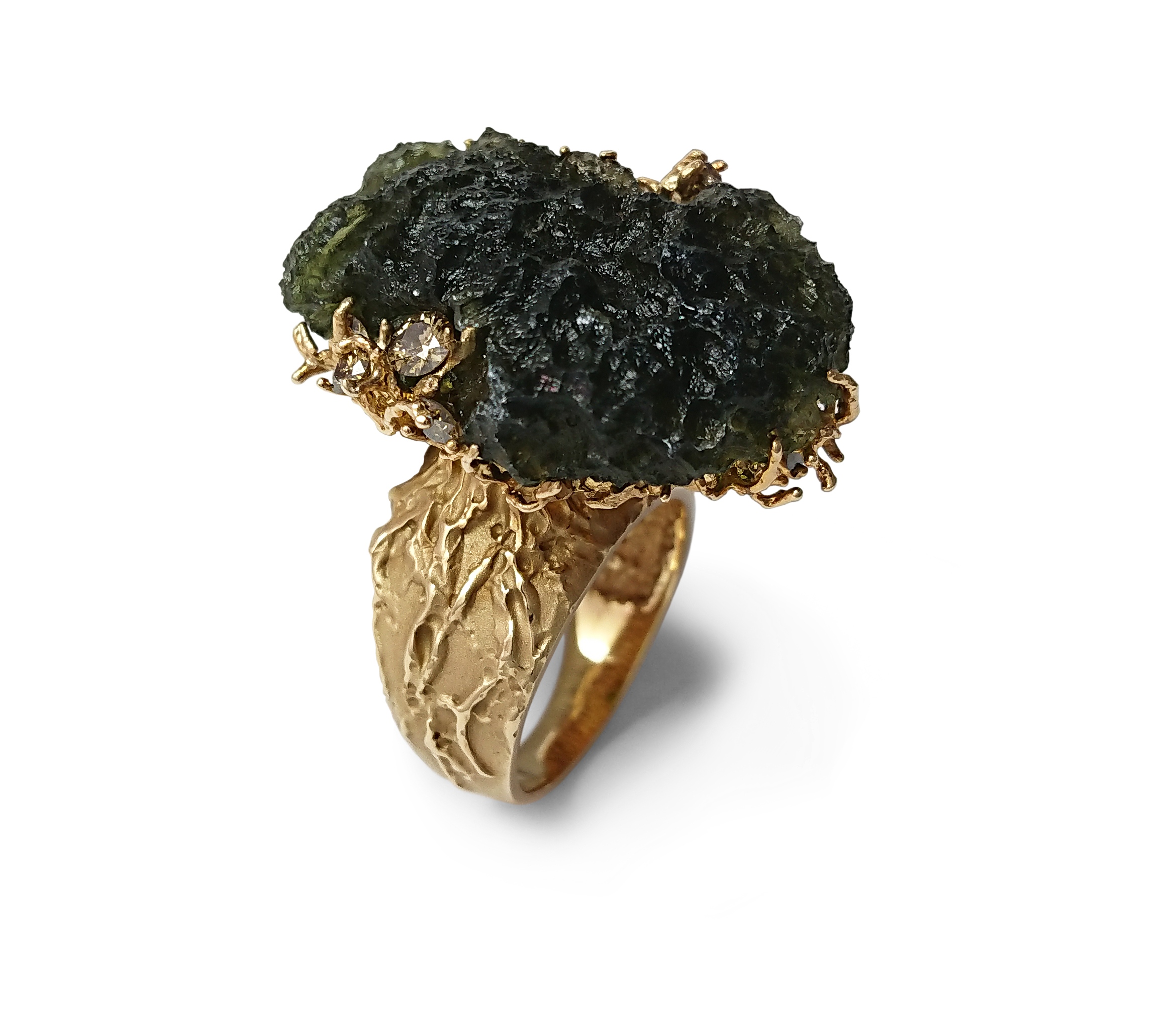
Ring «Secret of the Univerce». Gold, moldavite, diamonds. Stanislav Drokin. Ukraine. 2000.
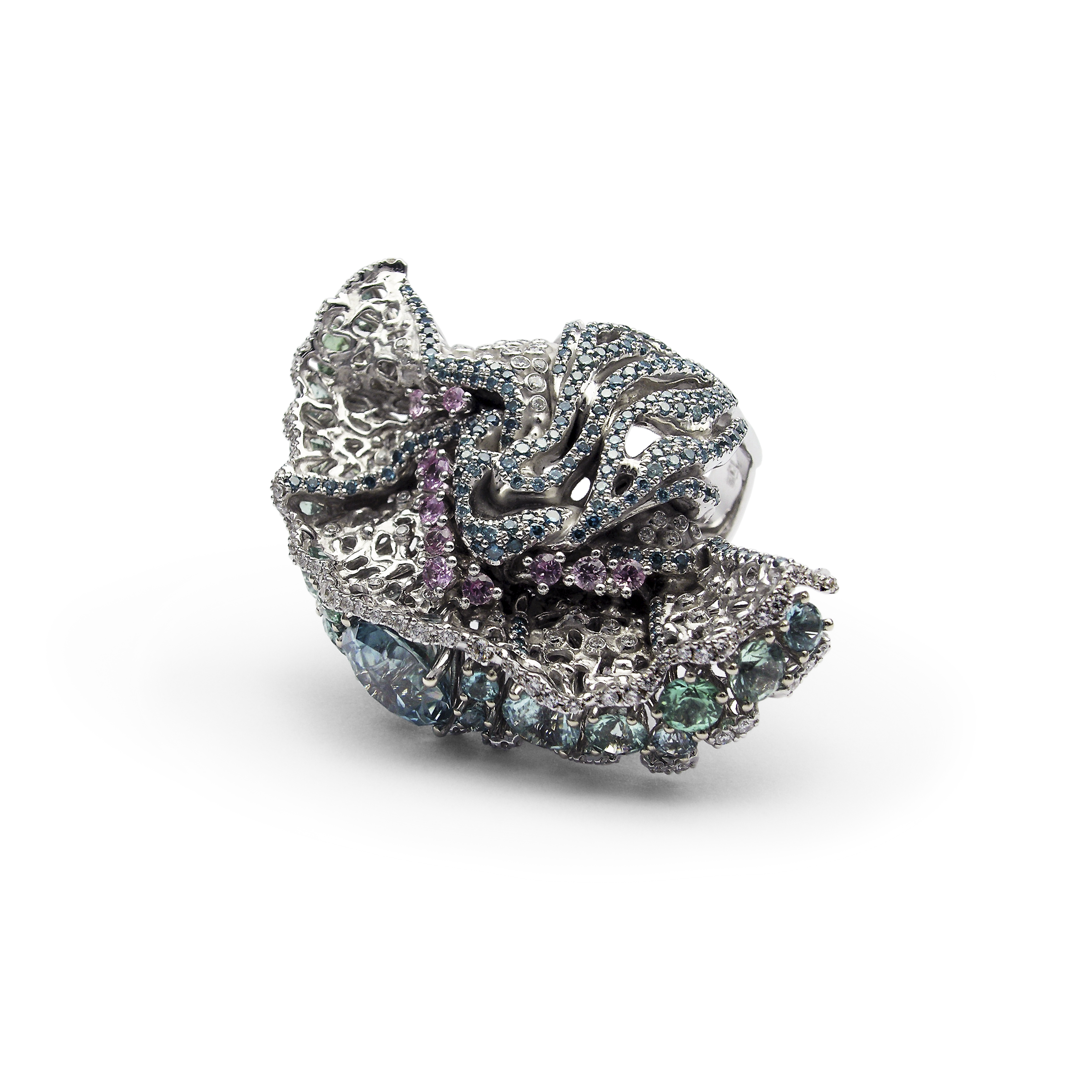
Ring «Decuman Wave». Gold, starlite, tourmalines, sapphires, diamonds. Stanislav Drokin. Ukraine. 2018
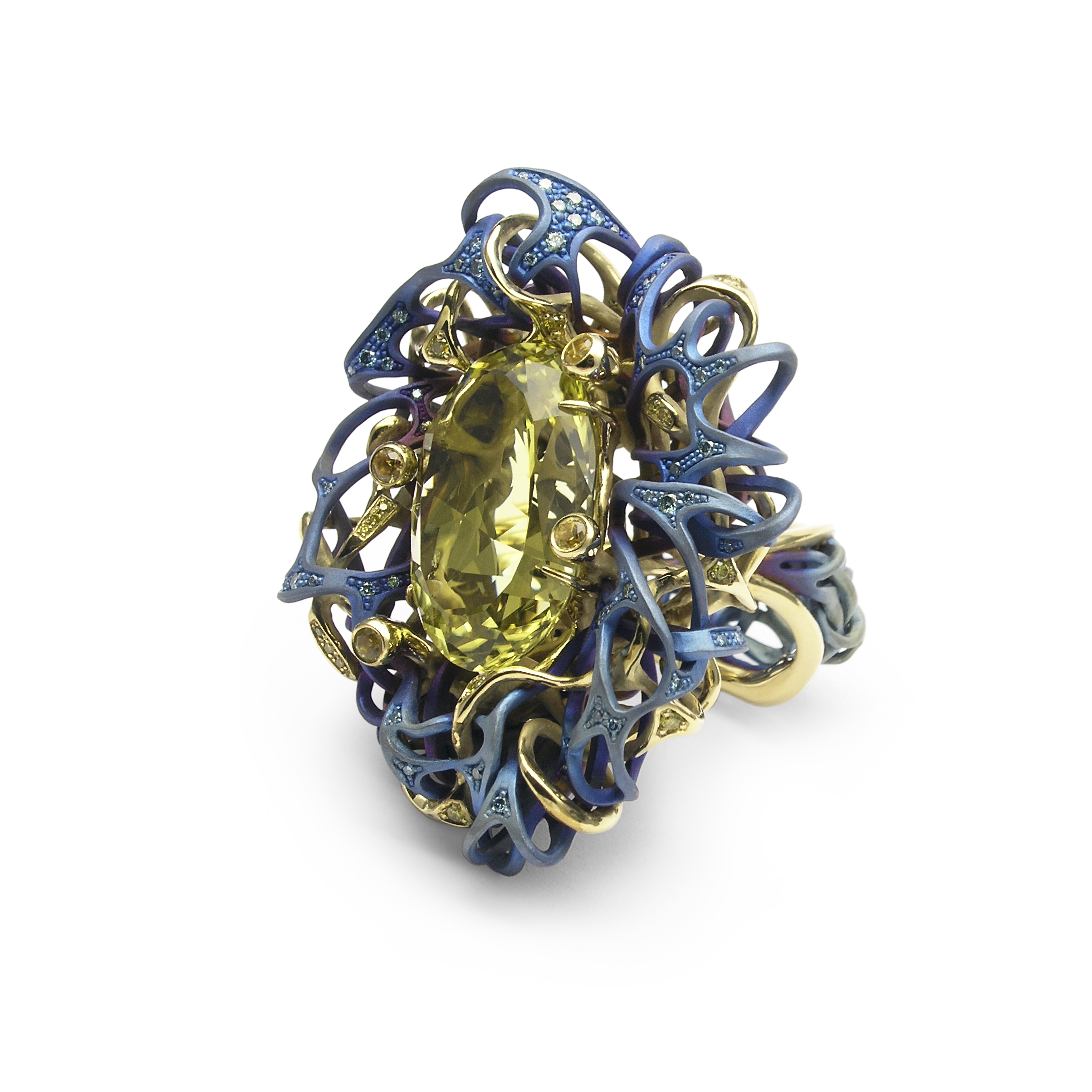
Titaurium ring «Nest». Gold, oxidized titanium, quartz, diamonds, sapphires. Stanislav Drokin. Ukraine.
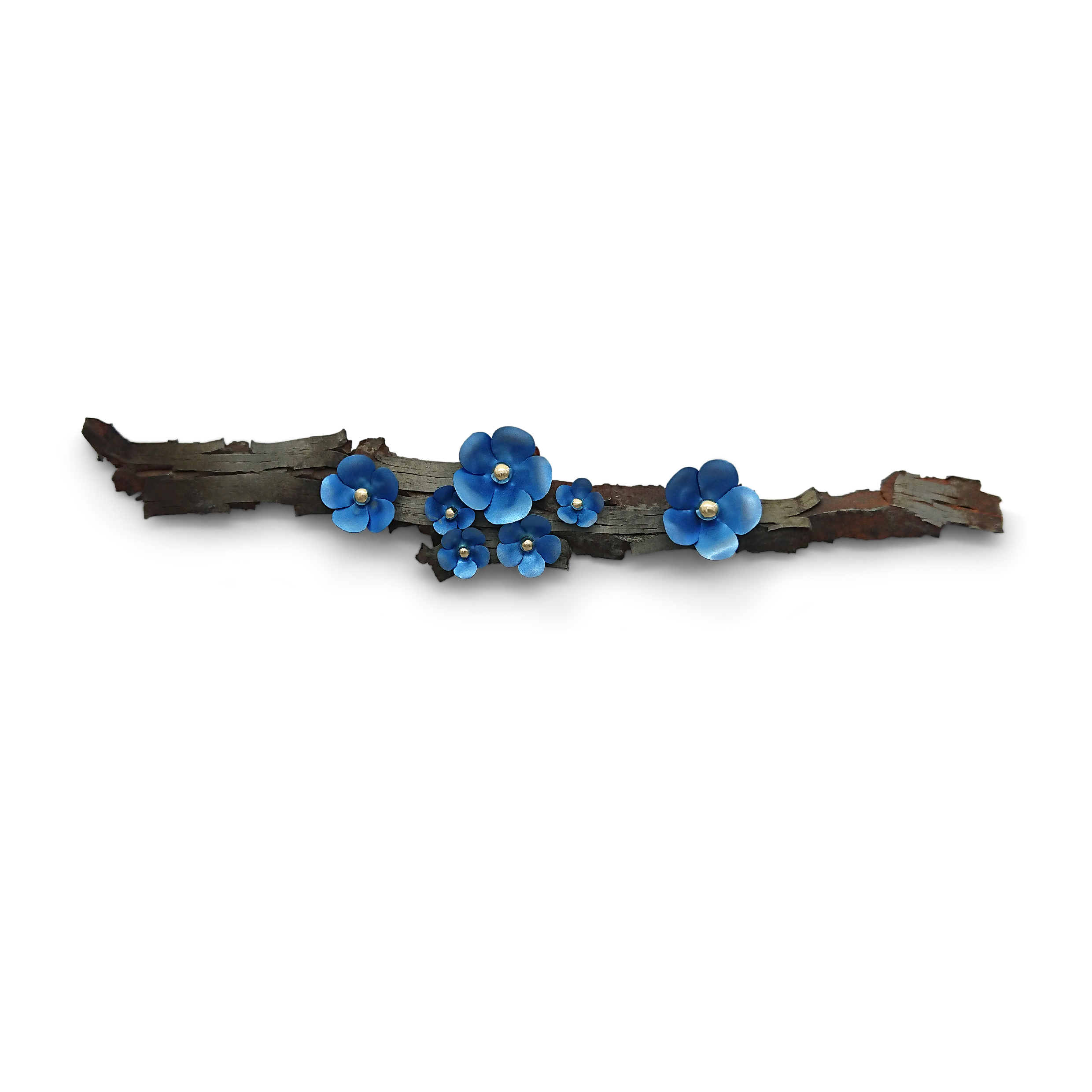
"Nesabudka" No 1-24022022. Forget-Me-Not. Shard russian projectile, titanium, bronze. Stanislav Drokin. Ukraine. 2022
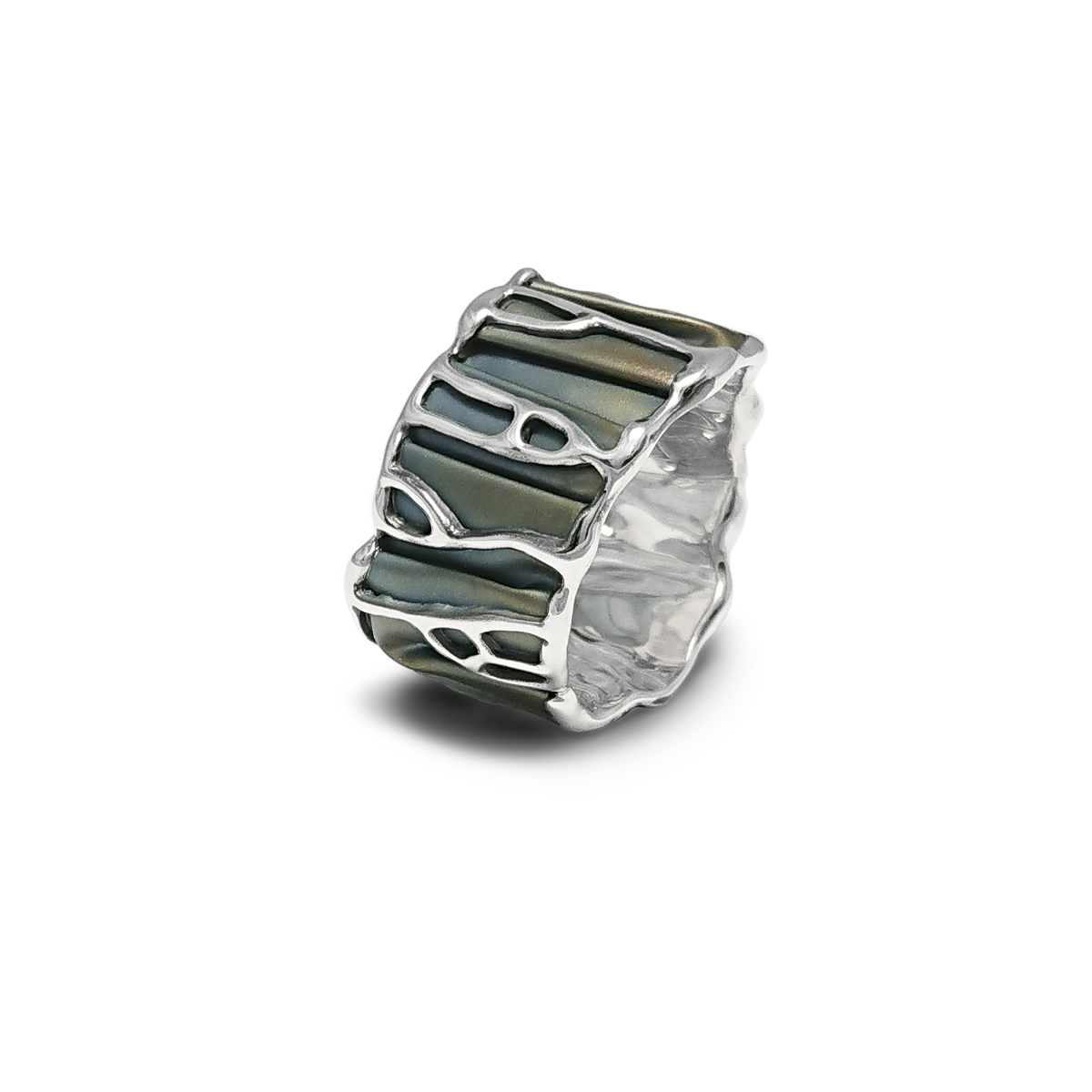
Titargium ring. ID:0026. Oxidized titanium, silver. Stanislav Drokin. Ukraine. 2020.